# Карнера, Луиджи
| Открытые астероиды: 16        | Открытые астероиды: 16 |
| ----------------------------- | ---------------------- |
| (466) Тисифона [1]            | 17 января 1901         |
| (469) Аргентина               | 20 февраля 1901        |
| (470) Килия                   | 21 апреля 1901         |
| (472) Рим                     | 11 июля 1901           |
| (476) Гедвиг                  | 7 августа 1901         |
| (477) Италия                  | 23 августа 1901        |
| (478) Тергест                 | 21 сентября 1901       |
| (479) Капрера                 | 12 октября 1901        |
| (480) Ганза [1]               | 21 мая 1901            |
| (481) Эмита                   | 12 февраля 1902        |
| (485) Генуя                   | 7 мая 1902             |
| (486) Кремона                 | 11 мая 1902            |
| (487) Венеция                 | 9 июля 1902            |
| (488) Креуса [1]              | 26 июня 1902           |
| (489) Комачина                | 2 сентября 1902        |
| (808) Мерксия                 | 11 октября 1901        |
| 1. совместно с Максом Вольфом |                        |

Луиджи Карнера (итал. Luigi Carnera, 14 апреля 1875 — 30 июля 1962) — итальянский астроном, который работал в Гейдельбергской обсерватории (Хайдельберг-Кёнигштуль) в Германии. В период с 1901 по 1902 год им было открыто в общей сложности 16 астероидов, три из которых он обнаружил совместно с Максом Вольфом.
Получив высшее образование в области математики, работал в качестве добровольного помощника в Туринской обсерватории до 1899 года, после чего продолжил обучение за рубежом: сначала в течение двух лет в Гейдельбергской обсерватории у знаменитого немецкого астронома Макса Вольфа (именно с этим периодом связаны основные открытия Карнеры), затем в Страсбурге, а после короткого возвращения в Италию — в Потсдаме и, наконец, в Аргентине, где в 1905 году посвятил себя созданию станции Международной службы широты. В 1908 году вернулся в Италию, где был профессором астрономии в Королевском гидрографическом институте в Генуе, а с 1919 года директором обсерватории Триеста. Позднее — с 1932 и до выхода на пенсию в 1950 году — был директором обсерватории Каподимонте в Неаполе. Кроме того, в Неаполе он преподавал общую, сферическую (позиционную) и геодезическую астрономию в Университете Неаполя (англ.).
Луиджи Карнеру особенно интересовали точные позиционные наблюдения. С его именем связана Международная служба широты, занимающаяся координацией работы всех станций и расчётом движения оси вращения Земли.
Астероид (808) Мерксия, открытый в 1901 году, назван в честь протестантского богослова и ориенталиста Адальберта Меркса — отчима Луиджи Карнеры.